# Peća i vuk
Peća i vuk (rus. Петя и волк) je simfonijska bajka ruskog kompozitora Sergeja Prokofjeva (1891−1953). Prokofjev je ovim djelom želeo naučiti mlade slušaoce kako da slušaju orkestarsku muziku i shvate njen sadržaj.

## Istorija
Godine 1936, Sergeja Prokofjeva je iznajmila Natalija Sats i Centralni dečji teatar u Moskvi da napiše novu muzičku simfoniju za decu. Namera je bila da se kultiviše "muzički ukus kod dece iz prvih godina škole". Zainteresovan pozivom, Prokofjev je završio Peću i vuka za samo četiri dana.

## Instrumentacija
Svaki lik priče Prokofjev je opisao karakterističnom muzikom.
- ptičica - flauta

Audio playback is not supported in your browser. You can download the audio file.
- patak - oboa

Audio playback is not supported in your browser. You can download the audio file.
- mačak - klarinet

Audio playback is not supported in your browser. You can download the audio file.
- deda - fagot

Audio playback is not supported in your browser. You can download the audio file.
- vuk - horne

Audio playback is not supported in your browser. You can download the audio file.
- Lovci: tema drvenih duvača i truba, sa udarcima na timpanima i Bas-bubnju

Audio playback is not supported in your browser. You can download the audio file.
- Peća - gudački instrumenti (uključujući violinu, violu, čelo, i bas)

Audio playback is not supported in your browser. You can download the audio file.
- vuk: francuski rogovi

Audio playback is not supported in your browser. You can download the audio file.
Trajanje dela je okvirno 25 minuta.

## Spoljašnje veze
- Gramophone: Prokofiev's Peter and the Wolf – which recording is best?
- A list of the instruments and the story
- Peter and the Wolf in Brooklyn (December 2008)* „Breakthrough Films' claymation adaptation (2006)”. Архивирано из оригинала 02. 03. 2010. г. Приступљено 03. 11. 2016.
- Michael Biel: "The Recordings of Peter and the Wolf" Архивирано на веб-сајту  (25. мај 2022) in Three Oranges, No. 12: November 2006, Serge Prokofiev Foundation; retrieved 23 May 2009.